# Bussière (Loiret)
Bussière – miejscowość i gmina we Francji, w Regionie Centralnym, w departamencie Loiret.
Według danych na rok 1990 gminę zamieszkiwało 715 osób, a gęstość zaludnienia wynosiła 20 osób/km² (wśród 1842 gmin Regionu Centralnego Bussière plasuje się na 536. miejscu pod względem liczby ludności, natomiast pod względem powierzchni na miejscu 232.).